# 카야오역
카야오역(스페인어: Callao)은 마드리드 지하철 3호선의 역이다. 마드리드 센트로 구의 카야오 거리에 위치해 있다. 이 역 일대는 마드리드 최대의 상업·문화·레저 중심지이기도 하다. 역명은 스페인 군대가 페루, 칠레, 에콰도르, 볼리비아에 맞서 싸웠던 카야오 전투에서 따왔다. 요금구역 상으로는 A구역에 속한다.

## 역사
1941년 7월 15일 3호선의 솔 - 아르궤예스 구간 개통과 함께 처음으로 문을 열었다. 5호선 승강장은 1968년 6월 5일 첫 구간인 카라반첼-카야오 구간이 개통되면서 영업에 들어갔다.
2004년부터 2006년까지 3호선이 대대적인 리모델링 공사를 진행하면서 카야오 역도 관련 공사를 거치게 되었다. 대표적으로 승강장 길이를 60m에서 90m로 늘렸다. 다만 기존에 다른 역들이 하던 확장 공사와는 조금 다르게 진행되었다. 출입 경로에 있어서는 벤투라 로드리게스 역의 리모델링 방식을 따라갔지만, 카야오 역은 깊이가 지상에 더 가까웠기 때문에 별도의 층에 대합실을 조성하는 것은 불가능했다. 따라서 1번 승강장과 같은 층에 대합실을 두고, 2번 승강장의 층을 좀 더 낮추는 것으로 바꿨다.
기존에는 빌바오 역처럼 모자이크 장식으로 되어 있었던 승강장 벽면은 리모델링을 거쳐 노란색으로 바뀌었고, 천장 역시 푸른색으로 바뀌었다. 또 이동경로를 줄이기 위해 하코메트레소 거리에 출구를 하나 더 냈다.

## 환승 정보
역 주변에 시내버스 정류장이 두 곳 있다.
버스
- 시내버스
  - 1, 2, 44, 46, 74, 75, 133, 146, 147, 148번 노선 (주간)
  - N16, N18, N19, N20, N21번 노선 (야간)

지하철
| 마드리드 지하철              | 마드리드 지하철       | 마드리드 지하철             |
| ---------------------------- | --------------------- | --------------------------- |
| 솔 비야베르데 알토           | 마드리드 지하철 3호선 | 플라사 데 에스파냐 몽클로아 |
| 그란 비아 알라메다 데 오수나 | 마드리드 지하철 5호선 | 오페라 카사 데 캄포         |